# Rei-Miro

Rei Miro; Zeichnung der Geiseler-Expedition von 1882

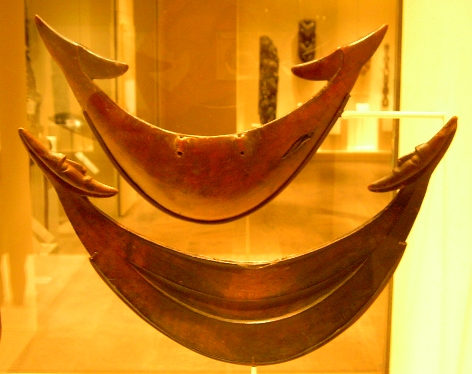
Rei-Miro (unten Vorderseite, oben Rückseite)

Rei Miro ist ein hölzernes Pektoral der Osterinsel-Kultur. Es hat eine mondsichelartige Form, die auch als polynesisches Kanu gedeutet werden kann. Seine genaue Bedeutung – Kultgegenstand, Schmuck oder Rangabzeichen – ist nicht bekannt. Rei Miro ist eine Zusammensetzung aus den polynesischen Begriffen rei (dt.: Brustschmuck, Pektoral) und miro (dt.: Holz).

## Beschreibung
Es sind Rei Miro verschiedener Form bekannt. Das häufigste Schema ist ein mondsichelartiges Brett von symmetrischer Gestalt, aus fein geschnitztem und poliertem Holz. Entlang der konkaven Oberseite verläuft eine dünne, vertiefte Rinne, deren Bedeutung unbekannt ist. Eine Seite ist i. d. R. leicht gewölbt und glatt, die andere (die Vorderseite?) ist mit einer halbmondförmigen Vertiefung versehen.
Die beiden Spitzen sind bei den meisten Exemplaren verziert, überwiegend mit einem vollplastisch gearbeiteten menschlichen Kopf, der im Profil dem der Moai Kavakava ähnelt, jedoch ohne die charakteristischen verlängerten Ohrläppchen. Die gegenständig gearbeiteten Köpfe sind mit dem Gesicht nach innen geneigt und haben nach außen gerollte Spitzbärte. Bei einigen Rei Miro sind anstelle der Gesichter Muscheln oder Hühnerköpfe abgebildet.
Die vorhandenen Exemplare weisen nahezu ausnahmslos zwei Bohrungen in der Mitte der konkav geformten Oberseite auf, bei einigen wenigen ist die Umhängeschnur aus Menschenhaar erhalten.
Nur zwei Rei Miro, sie befinden sich heute im British Museum in London, sind mit Rongorongo-Schriftzeichen verziert. Das eine Exemplar hat lediglich zwei Schriftzeichen zwischen den beiden Bohrungen für die Aufhängeschnur, bei dem anderen zieht sich ein Schriftband mit 46 Elementen entlang der konvex geformten Unterseite.
Abweichend von der Grundform gibt es einige Rei Miro in der Form von Tierleibern, die jedoch nicht symmetrisch gestaltet sind. Im Berenice P. Bishop Museum in Honolulu ist ein Rei Miro aus einem gebogenen Hühnerkörper ausgestellt und in der Sammlung für Völkerkunde der Universität Göttingen ein solches in der Form eines gekrümmten Fisches. Auch diese Exemplare haben die charakteristische, halbmondförmige Vertiefung auf der Vorderseite und die Bohrungen für eine Aufhängeschnur.
Die Maße sind höchst unterschiedlich, die Standardform mit den beiden Köpfen ist zwischen 24 und 92 cm lang, 7 bis 35 cm hoch und etwa 3 cm dick.

## Material
Die in den Sammlungen vorhandenen Rei Miro sind überwiegend aus Toromiro-Holz geschnitzt, seltener sind andere Materialien. Im Berenice P. Bishop Museum in Honolulu befindet sich ein bereits stark verwittertes Exemplar aus Walknochen, dessen Enden unverziert sind.

## Bedeutung
Als gesichert darf gelten, dass Rei Miro von hochrangigen Personen, möglicherweise ausschließlich bei rituellen Anlässen, auf der Brust getragen wurden. Kapitänleutnant Geiseler, der Leiter der deutschen Südseeexpedition von 1882, hielt die Pektorale für Rangabzeichen:

„Diese Brustschilde sind in einzelnen Fällen noch mit Schriftzeichen wie auf den Holztafeln versehen, welche auf den Eigenthümer und dessen Rang Bezug haben sollen. An beiden Enden derselben finden sich Gottheiten in halberhabener Arbeit eingeschnitzt.“

Immer noch strittig ist die Deutung als Mondsichel oder als Boot. Thor Heyerdahl präferiert die Bootsform und weist auf entsprechende Darstellungen von Booten aus Totora-Schilf auf der Osterinsel hin, die eine offensichtliche Ähnlichkeit mit der Form der Pektorale haben. Für diese Ansicht sprechen auch die Besiedlungsmythen, die es auf fast allen Inseln des Südpazifiks gibt – auf der Osterinsel die Legende von Hotu Matua. Das große mythische Boot, in dem die Siedler ursprünglich aufbrachen, ist in der ein oder anderen Gestaltung in fast allen Kulturen Polynesiens vertreten. Es wird stets im Profil, als stilisierte, waagerechte, halbmondartige Form abgebildet, deren Enden nach oben gebogen sind.
Für die Deutung als Halbmond spricht der ethnologische und ideologische Zusammenhang. Nach Alfred Métraux wurden Rei Miro während der Zeremonien zum Pflanzen der Kumara (Süßkartoffel), ein heute noch wichtiges Grundnahrungsmittel auf der Osterinsel, getragen. In vielen Regionen Polynesiens war rongo der Gott der Süßkartoffel (allgemein der landwirtschaftlichen Produkte, auf einigen Inseln aber auch der Gott des Donners, Regens und Regenbogens) und die männliche Personifikation des Mondes. Auf der Osterinsel wird der Schöpfergott make make mit Riten zur Pflanzung der Süßkartoffel in Verbindung gebracht. Rei-Miro wurden anlässlich von Festen zur Pflanzzeit der Süßkartoffel getragen. Pater Zumbohm, einer der ersten Missionare auf der Osterinsel, sah in make make den obersten Richter, der mit Donner und Blitz bestraft. Es ist denkbar, dass sich rongo in den Jahrhunderten der Isolierung auf der abgelegenen Osterinsel zu make make gewandelt hat. Durch diesen Rückgriff auf das polynesische Pantheon wird die Deutung der Rei-Miro-Form als Mondsichel vorstellbar.

## Rituelle Verwendung
Rei-Miro waren Attribute der besonderen Macht und Autorität der Häuptlinge. Berichte europäischer Entdecker lassen vermuten, dass sie bei Festen und anderen besonderen Gelegenheiten von hochrangigen Frauen der Häuptlingsfamilien getragen wurden, um zu dokumentieren, dass sie von hoher Geburt waren. Obwohl mit der Weiblichkeit assoziiert, wurden Rei-Miro auch vom ariki mau, dem Häuptling des mächtigen Miru-Clans, dem eine herausragende rituelle Bedeutung in der Inselgesellschaft zukam, getragen. Er trug bei hohen Festen nicht weniger als sechs Rei-Miro um den Hals und über die Schulter.
Das Rei-Miro ist auch ein häufig verwendetes Zeichen der Rongorongo-Schrift. Auf steinernen Hühnerhäusern der Osterinsel (hare moa) und auf den Körpern von Moai sind Gravierungen bzw. Zeichnungen in der Form von Rei-Miro gefunden worden, allerdings erst als sekundäre Anbringung in der Spätzeit der Osterinselkultur. Dies und die Assoziation mit dem Weiblichen legen nahe, dass die Sinnbilder als Fruchtbarkeitssymbole Verwendung fanden.

## Parallelen

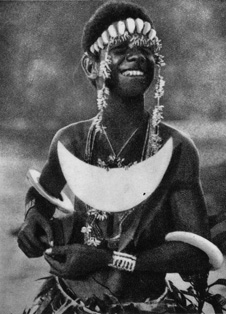
Ein dem Rei Miro ähnliches Pektoral von den Salomonen

Die Rei Miro der Osterinsel sind in ihrem Dekor und ihrer künstlerischen Vollendung einzigartig, haben jedoch Parallelen in anderen Kulturen des Südpazifiks. Ein halbmondförmiger, weniger aufwendig verzierter, hölzerner Brustschmuck wurde von den Stammeshäuptlingen auf den Marquesas-Inseln getragen. Ähnliche Objekte gab es auch in Neuguinea, den Salomonen, auf Samoa und Hawaii, den Gesellschaftsinseln und bei den Māori. Thor Heyerdahl weist zudem auf Parallelen in Südamerika (Tiahuanaco) hin.

## Sammlungen
In Deutschland sind Rei Miro in folgenden Sammlungen zu sehen:
- Rautenstrauch-Joest-Museum, Köln
- Ethnologische Sammlung der Universität Göttingen
- Ethnologisches Museum (Berlin)